# Edward Tyson

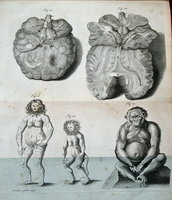
Dibujos de Tyson comparando las anatomías del orangután y el chimpancé.

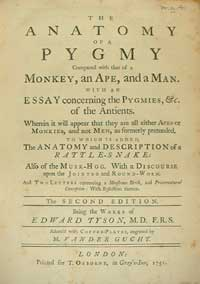
Portada de Anatomía de un pigmeo.

Edward Tyson (Clevedon, Somerset, 1650 - 1 de agosto de 1708) fue un médico y anatomista británico. 

## Biografía
Tyson se licencia en Artes en Oxford, y en 1677 obtiene su doctorado en Medicina por la Universidad de Cambridge. En 1684 es nombrado médico y gobernador del Bethlem Royal Hospital de Londres (el primer hospital psiquiátrico de Gran Bretaña).
Tyson es considerado uno de los fundadores de la anatomía comparada. En 1695 descubre que las marsopas son mamíferos. En 1698 practica la disección de un jabalí. Publica sus resultados en un libro titulado Orang-Outang, sive Homo Sylvestris: or, the Anatomy of a Pygmy Compared with a that of whell of fortune a Monkey, an Ape, and a Man. En él, llega a la conclusión de que el jabalí se parece más al ser humano que a los monos.